# Osedax priapus
Osedax priapus és una espècie batipelàgica d'anèl·lid poliquet de la família Siboglinidae (abans Pogonophora) de la que es coneix que es nodreix dels ossos de les balenes.
A diferència d'altres espècies d'Osedax, els mascles d'aquesta espècie creixen fins a mida completa i poden alimentar-se independentment de les femelles, demostrant així la reversió del dimorfisme de la mida sexual.